# Дороті Макардл
Дороті Макардл (англ. Dorothy Macardle, 2 лютого 1889 Дандолк, Ірландія — 23 грудня 1958 Дрогеда, Ірландія) — ірландська письменниця і журналістка. Відома за своєю історичною книгою «Ірландська Республіка» («англ. The Irish Republic») про війну за незалежність Ірландії і її наслідки. Також написала роман «Неспокійні володіння» (англ. «Uneasy Freehold »), більш відомий за американською назвою «Непрохані» (англ. «The Uninvited»), за яким в 1944 зняли фільм жахів.

## Біографія
Дороті Макардл народилася 1889 року в багатій сім'ї броварів в Дандолку. Вона виховувалась в католицькій родині, хоча її мати називала себе вільно-думаючою (мабуть агностик чи атеїст) а сама Дороті відмовлялась причисляти себе до якоїсь конфенсії. Дороті навчалась в Александрійському коледжі в Дубліні, згодом перевелася в Університетський коледж Дубліна в якому і отримала диплом. Опісля почала викладати англійську мову в Александрійському коледжі.

### Громадська діяльність
Дороті була учасницею Гельської ліги, а в 1917 році приєдналася до «Cumann na mBan» (жіноча парамілітарна організація, яка підтримувала Ірландську республіку). В 1918 (під час викладання в коледжі) її арештувала Королівська Ірландська Поліція на короткий термін. Після розколу в рядах ірландських націоналістів внаслідок англо-ірландського договору вона приєдналась до противників договору під керівництвом Еймона де Валери. Вона була ув'язнена ірландською вільною державою в 1922 (під час громадянської війни) і встигла побувати в тюрмах Маунтджой і Кілмейнхем Гол. Після закінчення війни її випустили але її було звільнено з посади викладача.
В 30-х роках Макардл працювала журналісткою Irish Press при Лізі Націй. Вона виступала проти політики невтручання під час окупації Чехословаччини і під час Другої Світової переїхала до Лондона де допомагала біженцям з східної Європи. Вона загалом не була згодна з офіційною політикою Ірландії щодо нацизму і нейтралітету в війні. Окрім зовнішньої політики Макардл була проти окремого статусу жінки який був прописаний в конституції 1937 року.

### Творча діяльність
Першим опублікованим твором Дороті Макардл був«Трагедія Керрі» (англ. «Tragedies of Kerry, 1922–23»), розслідування терору Ірландської вільної держави проти противників опублікований в 1923. Деякий час вона писала театральні постановки під псевдонімом Маргарет Келлен (англ. Margaret Callan). Першим художнім твором стала збірка оповідань про привидів «Прив'язані до землі: Дев'ять історій Ірландії» (англ. «Earthbound: Nine Stories of Ireland»).
В 1937 році вийшла її найвідоміша книга «Ірландська Республіка», про події ірландської війни за незалежність. Багато її сучасників і деякі пізніші історики вважали її агіграфією політичних поглядів Еймона де Валери, а серед ірландських націоналістів вона мала популярність.
Роман про привидів «Неспокійні володіння» (англ. «Uneasy Freehold », 1941) який був виданий в США в 1942 році під ім'ям «Непрохані» (англ. «The Uninvited»). В 1944 році за мотивами книги був знятий однойменний фільм. А в 2018 році роман був номінований на Ретро-Г'юго за найкращий роман.
Свої погляди на політику невтручання Британії і свій власний досвід протягом війни вона описала в романі «Добре зерно» (англ. «The Seed was Kind», 1944), тема війни, Голокосту і дітей була основою для її дослідження «Діти Європи» 1949 року.
Дороті Макардл померла від раку в 1958, при цьому передавши права на книгу «Ірландська Республіка» де Валері, який написав вступне слово до наступного видання книги.

## Твори

### Художні
- «Прив'язані до землі: Дев'ять історій Ірландії» (англ. «Earthbound: Nine Stories of Ireland», 1924)
- «Неспокійні володіння» (англ. «Uneasy Freehold », 1941)
- «Добре зерно» (англ. «The Seed was Kind», 1944)
- «Непередбачені» (англ. «The Unforeseen», 1946)
- «Темні чари» (англ. «The Dark Enchantment», 1953)
- «Шекспір, чоловік і хлопчик» (англ. «Shakespeare, Man and Boy», опубліковано посмертно в 1961)

### Публіцистика
- «Трагедія Керрі» (англ. «Tragedies of Kerry, 1922–23», 1923)
- «Ірландська Республіка» («англ. The Irish Republic», 1937)
- «Без фанафар: деякі погляди на Ірландську республіку» (англ. «Without Fanfares: Some Reflections on the Republic of Ireland», 1947)
- «Діти Європи: дослідження дітей в визволених країнах; їх досвід війни, реакції, потреби, з врахуванням Нічеччини» (англ. «Children of Europe: a study of the children of liberated countries; their war-time experiences, their reactions, and their needs, with a note on Germany», 1949)